# Tahmima Anam

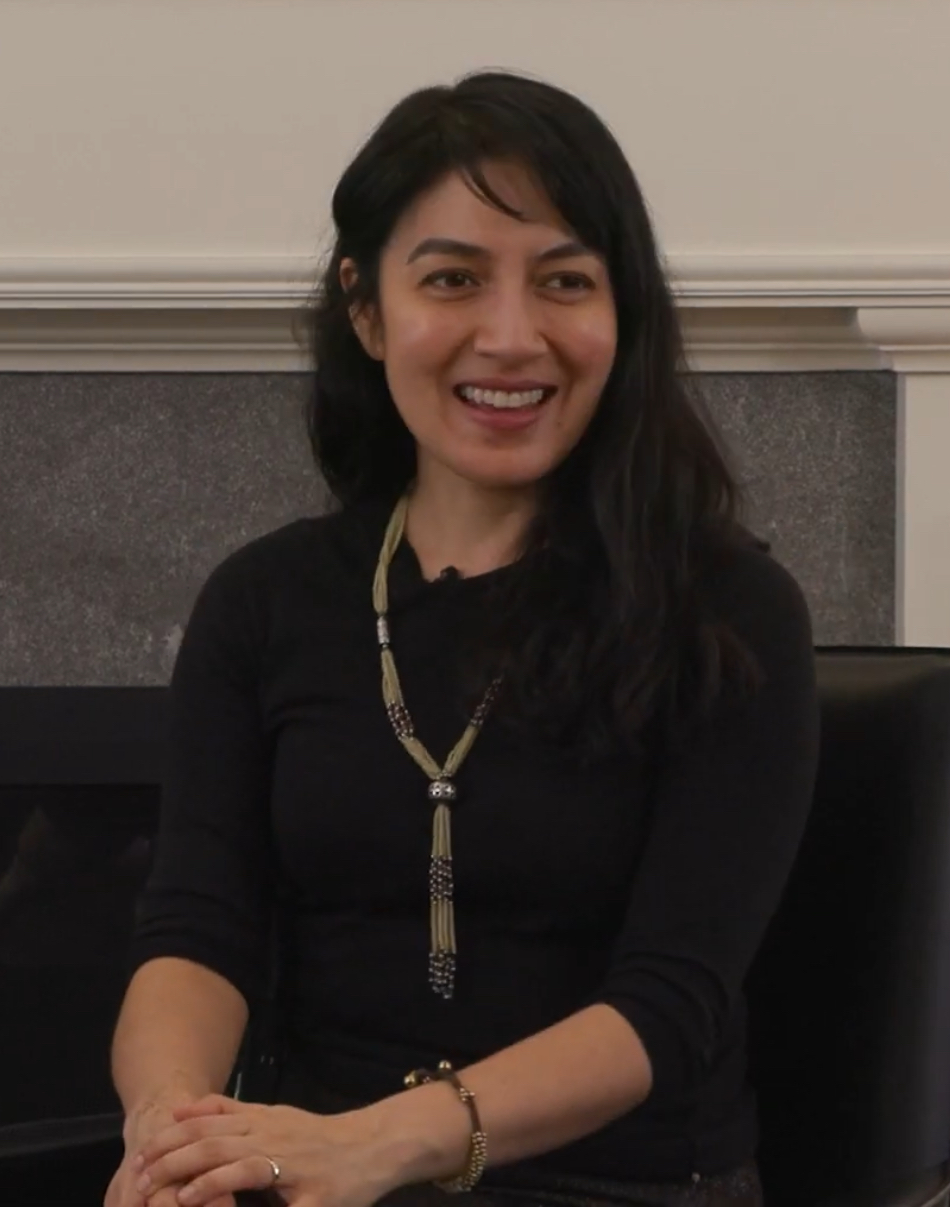
Tahmima Anam

Tahmima Anam (bengalisch তাহমিমা আনাম; geb. 8. Oktober 1975 in Dhaka, Bangladesch) ist eine Schriftstellerin und Kolumnistin in Großbritannien mit Wurzeln in Bangladesch. Ihr erster Roman, A Golden Age („Ein goldenes Zeitalter“, 2007), gewann 2008 den Best First Book-Preis beim Commonwealth Writers’ Prize. Ihr anschließender Roman, The Good Muslim („Der Gute Moslem“), wurde 2011 für den Man Asian Literary Prize nominiert. Sie ist die Enkelin von Abul Mansur Ahmed und Tochter von Mahfuz Anam.

## Leben

### Jugend
Anam wurde am 8. Oktober 1975 in Dhaka geboren. Ihre Eltern waren Mahfuz Anam und Shaheen Anam. Im Alter von zwei Jahren zog sie mit ihrer Familie nach Paris, wo beide Eltern bei der UNESCO Arbeit gefunden hatten. Sie wuchs in Paris auf, in New York und Bangkok. Sie lernte die Geschichte des Bangladesch-Krieges von ihrem Vater, der nach eigener Aussage 1971 eine Kampfausbildung begonnen hatte, jedoch nicht zum Einsatz kam, weil Ostpakistan damals schon unabhängig wurde. Ihr Vater gehörte nicht zu den „shongram fighters“.

## Bildung
Im Alter von 17 Jahren erhielt sie ein Stipendium für das Mount Holyoke College, wo sie 1997 graduierte. 2005 promovierte sie in Anthropologie an der Harvard University mit der Dissertation „Fixing the Past: War, Violence, and Habitations of Memory in Post-Independence Bangladesh“. Später schloss sie ihren Master of Arts in Kreativem Schreiben am College Royal Holloway, University of London ab.

## Karriere
Im März 2007 wurde Anams erster Roman, A Golden Age, von John Murray publiziert. Inspiriert durch die Geschichte ihrer Eltern, ließ sie den Roman während des Bangladesch-Krieges spielen. Der Roman war Finalist für den Costa First Novel Award. Der Roman erzählt die Geschichte einer Frau namens Rehana Haque während des Unabhängigkeitskrieges in Bangladesch 1971. Auch während ihres Studiums hatte sie über den Krieg geforscht. Für ihre Recherchen verbrachte sie zwei Jahre in Bangladesch und interviewte Hunderte von Kriegskämpfern, die als Shongram-Kämpfer bekannt sind. Außerdem arbeitete sie am Set des Films Matir Moina (Der Lehmvogel) von Tareque und Catherine Masud, welcher die Ereignisse während dieses Krieges widerspiegelt.
Ihr zweiter Roman, The Good Muslim, der 2011 veröffentlicht wurde, ist eine Fortsetzung von A Golden Age und beschäftigt sich mit den Folgen des Krieges. Er stand auf der Longlist für den Man Asian Literary Prize. 2013 wurde Anam von Granta ausgezeichnet als eine der „Best of Young British Novelists“ (Besten jungen Romanschriftsteller). 2015 wurde ihre Kurzgeschichte „Garments“ (Kleider) veröffentlicht. Die Geschichte basiert auf dem Einsturz des Rana Plaza-Gebäudes und gewann den O. Henry Award. Außerdem wurde sie auf die Shortlist des BBC National Short Story Award aufgenommen. Im selben Jahr wurde sie Preisrichterin für den Man Booker International Prize 2016.
2016 wurde ihr Roman The Bones of Grace von HarperCollins veröffentlicht. Im folgenden Jahr wurde sie als Fellow (Mitglied) in die Royal Society of Literature gewählt. Anams Glossen (op-ed pieces) wurden in der The New York Times, im Guardian und im New Statesman veröffentlicht. Darin schreibt Anam über Bangladesch und dessen wachsende Probleme.
2021 erschien ihr Roman The Startup Wife (Die Startup-Frau) bei Canongate Books. Es wurde von Observer, Stylist, Cosmopolitan, Red und Daily Mail als a Best Book of 2021 ausgezeichnet, und auf die Shortlist des Comedy Women in Print Prize 2022 gesetzt.
2022 trat Anam bei TEDx talk auf und sprach über „The Power of Holding Silence: Making the Workplace Work for Women“ („Die MAcht Schweigen zu Halten: Was einen Arbeitsplatz für Frauen funktionieren lässt“). Im selben Jahr wurde Anams Debüt, A Golden Age, für die Queen’s Jubilee Book List ausgewählt, eine Liste von 70 Büchern aus dem gesamten Commonwealth, womit die sieben Jahrzehnte der Regierungszeit gewürdigt wurden.

## Politische Einstellungen
Im Oktober 2024 gehörte Anam zu den Unterzeichnern eines Aufrufs zum Boykott israelischer Kulturinstitutionen, „die an der überwältigenden Unterdrückung der Palästinenser mitschuldig sind oder diese stillschweigend beobachtet haben“.

## Familie
2010 heiratete Tahmima Anam den amerikanischen Erfinder Roland O. Lamb, den sie an der Harvard University getroffen hatte. Das Paar hat den Sohn Rumi. Rumi war eine Frühgeburt. Die Schwierigkeiten bei seiner Pflege verarbeitete Anam literarisch. 2011 lebte sie in London.

## Werke

### Bücher
- A Golden Age. John Murray 2007. ISBN 978-0-7195-6010-1
- The Good Muslim. HarperCollins 2011. ISBN 978-0-06-147876-5
- The Bones of Grace HarperCollins 2016. ISBN 978-0-06-147894-9
- The Startup Wife. Canongate Books 2021. ISBN 978-1-83885-248-1

### Kurzgeschichten
- Saving the World. In: Granta. iss. Autumn. London 2008.
- Anwar Gets Everything. In: Granta. iss. Spring. London 2013.
- Garments. In: Freeman’s. iss. Fall. London 2015.